# Espagnol d'Amérique

Pourcentage d'hispanophones sur le continent américain
50%
30%
20%
10%
5%
2%

L'espagnol d'Amérique est l'ensemble des variétés de la langue espagnole parlées sur le continent américain, notamment en Amérique hispanique ; il regroupe la grande majorité des locuteurs hispanophones dans le monde. L'expression est en particulier utilisée en opposition à celle de castillan (ou espagnol) péninsulaire, terme regroupant l'ensemble des variétés parlées dans la péninsule Ibérique.
D'un point de vue strictement linguistique, ce regroupement présente néanmoins un certain caractère arbitraire. En effet, s'il existe d'une part une homogénéité importante au sein de ces variantes, il apparaît par ailleurs impossible d'établir un ou plusieurs traits partagés par l'ensemble de celles-ci et absents de toutes les variétés péninsulaires,.
Pour des motifs liés au contexte historique de la conquête des Amériques par les Espagnols, l'espagnol d'Amérique présente des convergences notables avec les dialectes méridionaux de l'espagnol (typiquement andalou et canarien). Leurs relations réciproques ont toutefois fait l'objet de débats entre spécialistes (voir le paragraphe Origines).
Sur le plan lexical, l'espagnol d'Amérique présente localement les marques d'influence reçue de certaines langues amérindiennes ; les parlers actuels se caractérisent de façon générale par des emprunts lexicaux massifs à l'anglais d'Amérique.

## Caractéristiques
Quelques caractéristiques générales de l'espagnol parlé en Amérique sont :
- Seseo (confusion entre /θ/ et /s/ > /s/) généralisé ; ceceo (> /θ/) localisé et perçu comme un vulgarisme[4].
- De nombreuses variations et innovations sont à relever au niveau lexico-sémantique. Le lexique hispano-américain combine les emprunts aux langues indigènes, aux langues d'Europe occidentale (transmis par le biais immigration nombreuse reçue par le continent) et, plus récemment et intensément, à l'anglais d'Amérique[4].
- Dans la plupart des régions, usage fréquent et étendu des suffixes diminutifs -ito/-ita, en particulier sur certains types de termes (adverbes, gérondifs, déictiques…) où ils sont généralement exclus dans l'usage péninsulaire[5].
- Comme en andalou, nombreux cas de confusions de consonnes liquides[6],[4].

Contrairement à une opinion très répandue, le yeísmo n'est pas généralisé en Amérique et il existe de nombreuses régions où l'on pratique encore la distinction entre /j/ et /ʎ/, notamment la plus grande partie des régions andines. Dans les zones yeístes, le phonème unique est réalisé selon des articulations variées. En espagnol rioplatense par exemple, il est prononcé [ʒ] ou [ʃ].

## Histoire
On peut schématiquement distinguer quatre grands courants de pensées historiques cherchant à expliquer l'origine et le caractère unitaire des parlers hispaniques américains :
- Le plus ancien trouve sa principale cause dans l'influence du substrat amérindien. Cette école de pensée surgit des travaux de Rodolphe Lenz sur l'espagnol chilien, qui fut rapidement rejoint par d'autres linguistes. Elle passa néanmoins à un second plan avec l'apparition des théories ultérieures.
- La théorie la plus connue est celle qui souligne l'influence fondamentale qu'auraient eue les parlers andalous et canariens dans la configuration de l'espagnol d'Amérique. Elle est expliquée par les circonstances historiques particulières de la conquête. En effet, Séville fut pendant plusieurs siècles le seul port d'Espagne autorisé à commercer directement avec les Amériques, et les Canaries servirent longtemps de base avancée pour le départ des navires vers le Nouveau Monde. Cette thèse rencontra un écho très important et emporta l'adhésion de nombreux hispanistes prestigieux comme Ramón Menéndez Pidal et Rafael Lapesa.
- Parallèlement à ce dernier courant émergea un autre courant plus nuancé, qualifié de « polygénique », qui explique l'unité rencontrée dans les parlers d'Amérique par la conjonction de facteurs multiples. Selon ce courant, incarné par exemple par Dámaso Alonso, la similitude avec l'espagnol méridional s'expliquerait non par une influence directe de mais par une évolution de la langue, qui serait survenue de façon parallèle dans les deux ensembles dialectaux.
- Depuis les années 1960, avec l'apport massif de nouveaux matériaux, les débats entre spécialistes se sont nettement orientés vers la « théorie andalouse » sans toutefois signifier un rejet total des autres hypothèses. L'intégration des outils théoriques issus des développements de la sociolinguistique a permis l'apparition, dans les années 1990, de nouveaux travaux qui sont situés dans sa continuité mais ont amené des prises de positions plus nuancées. Par exemple, l'idée de l'élaboration d'une forme de koinè hispano-américaine est avancée, qui serait le produit de l'interaction entre colons, esclaves et indigènes. L'idée souligne l'influence probable des processus de standardisation linguistique dans la convergence observée[4].